# Rhododendron adenogynum
лат. Rhododendron adenogynum — вечнозелёный кустарник, вид подсекции Taliensia, секции Ponticum, подрода Hymenanthes, рода Рододендрон (Rhododendron), семейства Вересковые (Ericaceae).
Китайское название: 腺房杜鹃 xian fang du juan.
Используется в качестве декоративного садового растения.

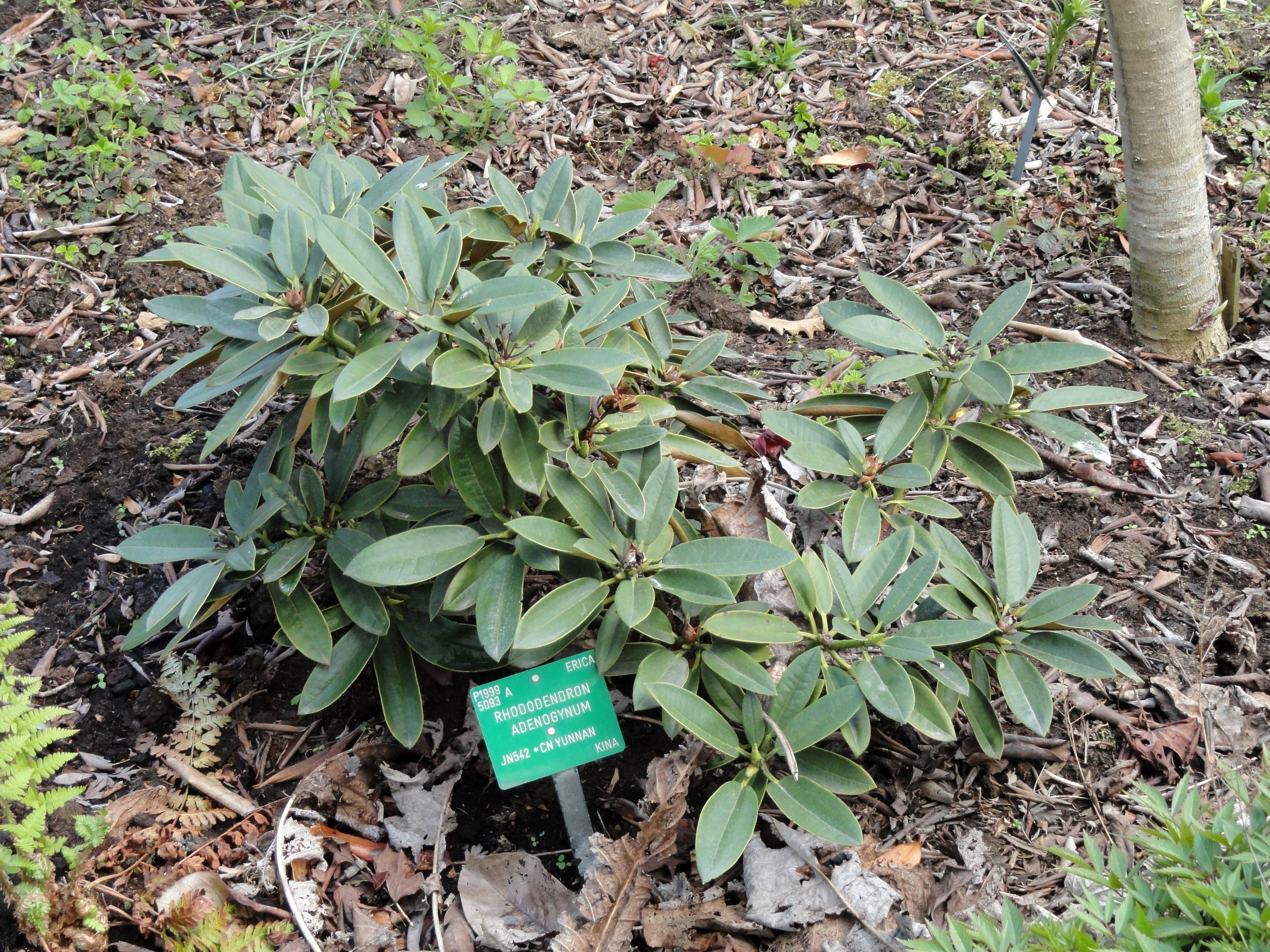
Rh. adenogynum
Ботанический сад, Копенгагенский университет

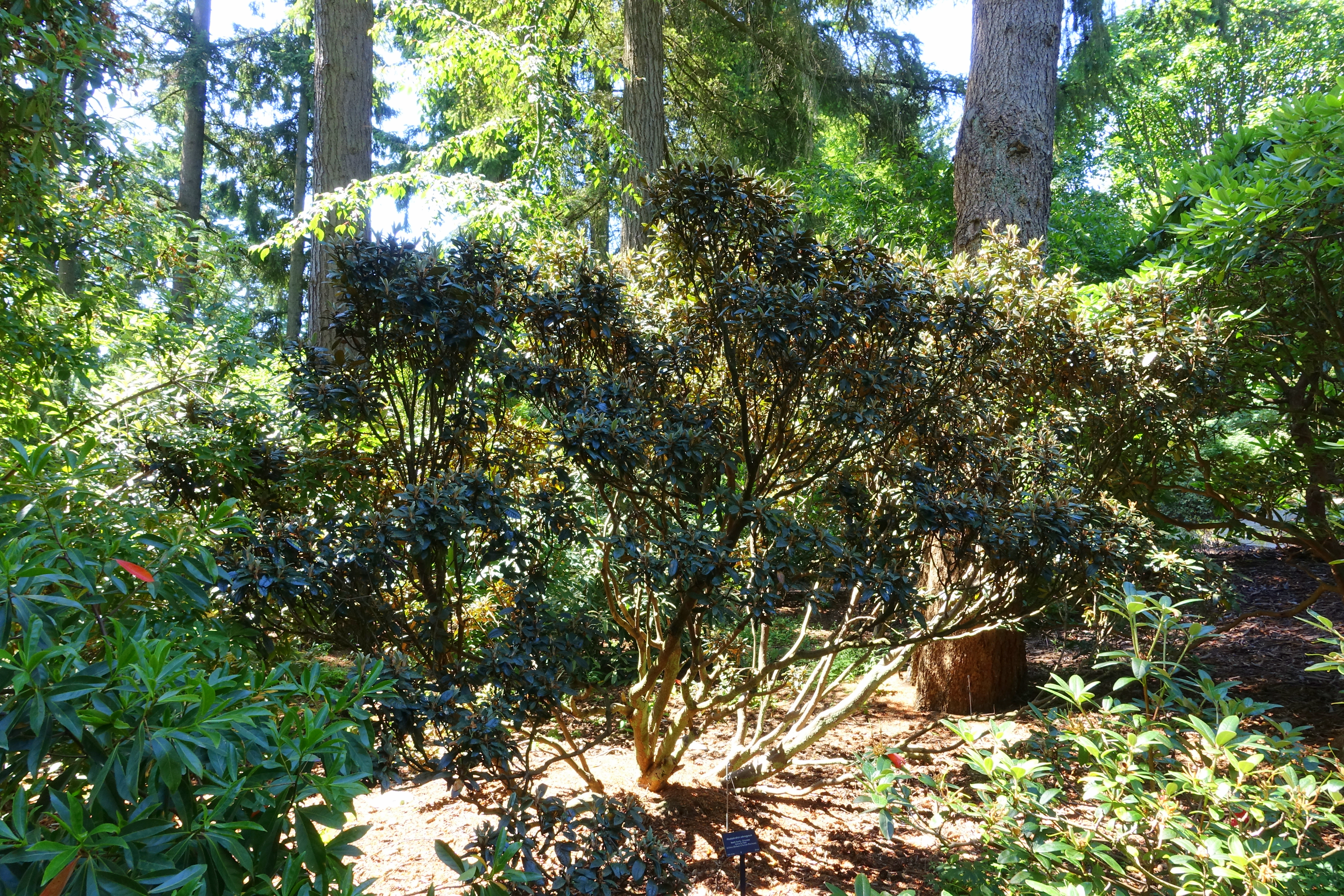
Rh. adenogynum
Ботанический сад, Ванкувер

## Распространение и экология
Китай (Сычуань, Тибет, Юньнань). Хвойно-рододендровые леса, заросли на склонах на высотах 3200—4200 метров над уровнем моря.

## Ботаническое описание
Кустарник высотой 1—2,5 м; веточки с серым пушистым налётом. 
Черешок листа 10—15 мм, войлочные и коротко железисто-волосистые, иногда почти голые; листовые пластинки кожистые, ланцетные до продолговато-ланцетные, 6—12 × 2—4 см; основание округлое или отчасти сердцевидное. 
Соцветие кистевидное, 8—12-цветковые. 
Цветоножки 1,5—3 см, густо опушённые и покрыты короткими волосками; чашечка жёлто-зелёная; венчик колокольчатый, белый или розовый, 3,5—4,5 см. Тычинок 10, тычиночные нити железисто-волосистые в нижней половине, неравной длины.
Цветение в мае-июле, семена созревают в августе- ноябре.

## В культуре
Выдерживает зимние понижения температуры до −26 °С, −24 °С.